# Athis (Mythologie)

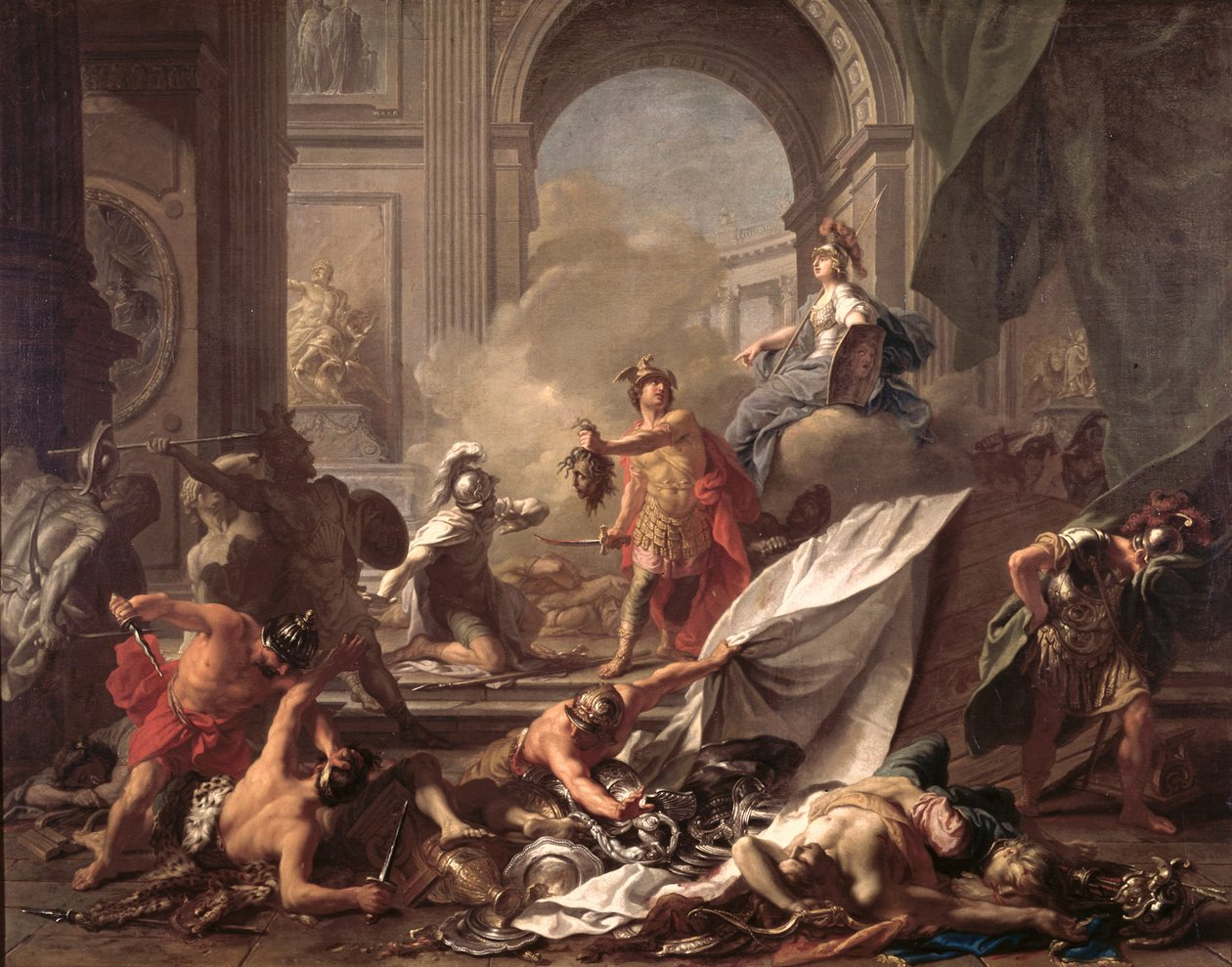
Nattier, Athis und Lycabas im Vordergrund, rechts unten.

Athis ist ein Halbgott der Klassischen Mythologie. Seine Geschichte findet sich nur bei Ovid, Metamorphosen, Vers 47 (Geburt des Athis) bis Vers 73 (Tod seines Freundes Lycabas), eingebettet in die Kampfszenen des Perseus-Phineus-Mythos.

## Familie und Schauplatz
Athis ist sechzehn Jahre alt. Er stammt aus Indien, wurde im Wasser geboren von Limniace (oder Limnate, Limnaea, Klematie, handschriftlich nicht geklärt), einer Nymphe des Ganges, der Vater ist unbekannt. Er und sein Freund, der Assyrer Lycabas, gehören zum Gefolge des Phineus. Der Ort des Geschehens, ein festlicher Saal in dem Palast des Kepheus, liegt in Aithiopia.

## Erzählung: Kampf und Tod
Perseus und Andromeda feiern Hochzeit. Phineus, Andromedas Onkel und ehemaliger Verlobte, überfällt die Hochzeitsgesellschaft, um sie zurückzuerobern. Es kommt zu einem blutigen Gemetzel, in dem Athis, ein Krieger aus dem Gefolge des Phineus, mit dem Bogen auf Perseus zielt. Doch noch bevor er den Pfeil abschießen kann, zerschmettert Perseus seinen Kopf mit einem Holzklotz. Lycabas, Athis’ Freund und Kampfgefährte, beklagt seinen Tod und setzt den Angriff auf Perseus mit dessen Bogen fort, kommt auch zum Schuss, aber Perseus weicht aus, geht zum Gegenangriff über und durchbohrt seine Brust mit dem Schwert. Der sterbende Lycabas wirft sich auf seinen geliebten Freund und stirbt in der tröstenden Vorstellung des gemeinsamen Todes. Der Kampf geht weiter, am Ende bezwingt Perseus den Phineus mit dem Haupt der Medusa.

## Interpretation: Eros und Tod
Es sind keine Vorbilder bekannt, vielleicht hat Ovid die Geschichte erfunden oder eine andere, wie zum Beispiel Vergils Erzählung über Euryalus und Nisus, aus dem Epischen übernommen und in das Elegische umgewandelt. Er hat die Athis-Lycabas-Erzählung (Vers 47–73), obwohl in ihr keine Metamorphosen geschehen, als retardierendes Moment in den langen Perseus-Phineus-Kampf (Vers 1–249) eingebaut.
Vordergründig ist es eine bedeutungslose Gefechtsszene, deren Kern eine tiefergehende Liebesgeschichte enthält, und das ist Ovids Interesse und Metier. Das zeigt sich genau in der Mitte der Episode, Vers 60–61, Prosaübersetzung: Er (Lycabas) war jenem (Athis) überaus verbunden und (ein) Gefährte (Freund) und kein Leugner der (seiner) wahren Liebe (zu Athis) … Der Elativ iunctissimus (überaus verbunden) und die Litotes non dissimulator (kein Leugner), eingeschlossen vom Hyperbaton veri (der wahren) ... amoris (Liebe), betonen die enge Liebesbeziehung.
Zur Unterstützung dieser engen, vielleicht sogar homosexuellen Beziehung hat Ovid Athis’ Aussehen keine episch-heroisch-männlichen, sondern eher elegisch-feminine Züge verliehen, Vers 49–53, Prosaübersetzung: (Athis) … herausragend an Schönheit, die er durch reiche Kleidung steigerte, bisher unversehrt in zweimal acht Jahren (sechzehn Jahren), bekleidet mit einem tyrischen (purpurfarbigen) Mantel, den ein goldener Saum umfloss; goldene Halsbänder schmückten den Hals und ein gewölbtes Band (Diadem) die mit Myrrensaft befeuchteten Haare. Ob Ovid mit dieser Darstellung einen Transvestiten (Cross-Dressing) oder einen für ihn typischen Orientalen gezeichnet hat, bleibt offen.
Am Ende wird die Liebesbeziehung wieder aufgegriffen und erfährt im Sterben noch eine erotische Steigerung, Vers 70–73, Prosaübersetzung: Aber jener (Lycabas), schon sterbend, drehte seine Augen, die in der schwarzen Nacht versanken, herum auf Athis, und er neigte sich hin zu jenem, und er nahm den Trost des vereinten Todes mit in den Tod. Am Ende steht der tröstende Tod, solacia mortis, denn sie sterben gemeinsam und sind im Tode vereint. Dies wird stilistisch betont durch die Klimax des sich verlängernden Trikolons: zwei Glieder: circumspexit Athin, drehte herum auf Athis – vier: seque … illum, neigte sich ... zu jenem – sieben: et tulit … mortis, und nahm ... mit ... in den Tod; und durch das den Trost, solacia, einschließende Hyperbaton: iunctae … mortis.

## Rezeption

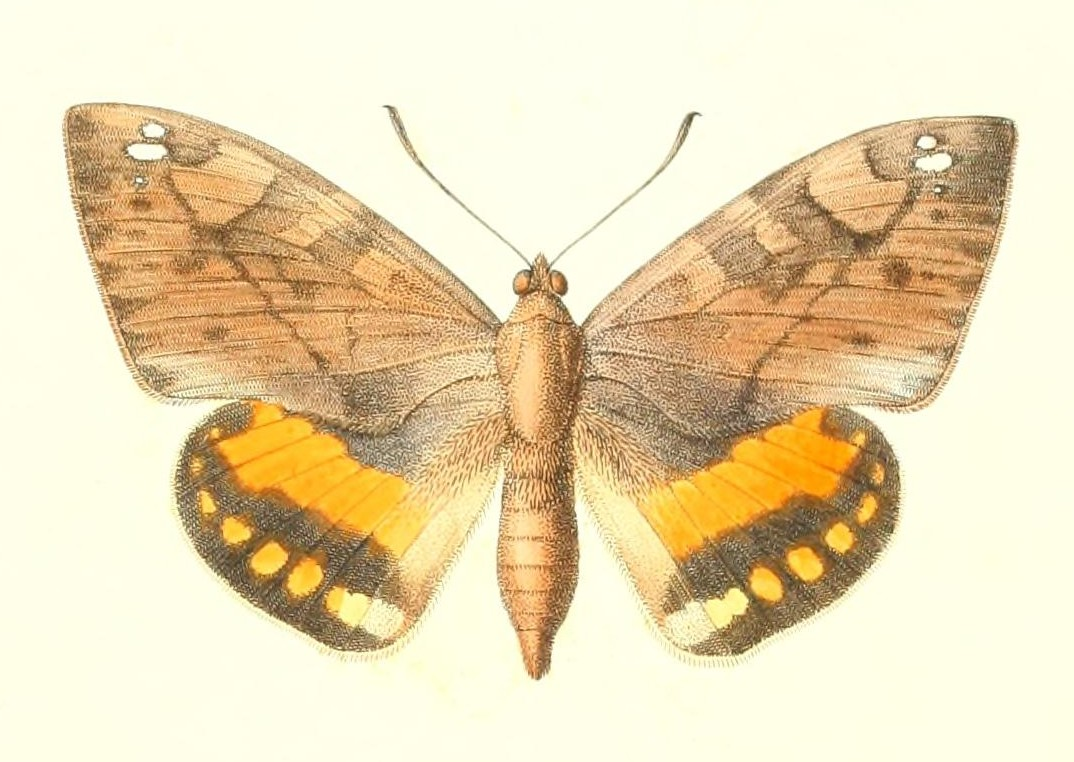
Athis inca – Walker 1834

- Carl Ditters von Dittersdorf: Symphonie, Nummer 5, D-Dur, Die Versteinerung des Phineus und seiner Freunde, 2. Satz, Allegro molto, Athis’ Angriff und Tod.
- Jean-Marc Nattier: Gemälde, Perseus versteinert Phineus und seine Begleiter mit dem Haupt der Medusa, 1718. Rechts im Vordergrund liegt auf einem blauen Umhang mit Goldsaum Athis mit blutiger Schläfe; daneben Lycabas, rechter Arm bei Athis, die Hand am Bogen, rechts neben ihm sein Helm und Pfeilköcher.
- Sein Name wurde vergeben für eine Schmetterlingsgattung aus der Familie der Castniidae von Jacob Hübner 1819.